# Yale (Colombie-Britannique)
Yale est une ville de la Colombie-Britannique au Canada située dans le District régional de Fraser Valley. Au recensement de 2016, on y a dénombré une population de 143 habitants.

## Histoire
Fort Yale fut fondé en 1848 par Ovid Allard, employé de la Compagnie de la Baie d'Hudson qui occupait ce nouveau poste. Il le nomma d'après le nom de son supérieur, James Murray Yale, chef du district de Columbia. Au moment de la ruée vers l'or, Fort Yale était la plus grande ville à l'ouest de Chicago et au nord de San Francisco. 